# Packard 160
Packard 160 (One-Sixty) –  samochód osobowy marki Packard produkowany w latach 1940–1942, od tzw. 18 do 20 serii aut tej marki. Jako że wszedł w miejsce modelu Super Eight, to jego rodzaje zwano "One-Sixty Super Eight". Plasował się pomiędzy mniejszym modelem Packard 120 a większym Packard 180. Z powodu przystąpienia USA do II wojny światowej ostatnie egzemplarze opuściły taśmę produkcyjną w lutym 1942 roku.
Przykładowo modele z rocznika 1941 nosiły oznaczenia: 1903, 1904 i 1905 dla nadwozi 4 Door Touring Sedan, Touring Sedan, Touring Limo, Convertible Sedan, Deluxe Convertible Sedan, Club Coupe, Business Coupe, Convertible Coupe, Deluxe Convertible Coup.

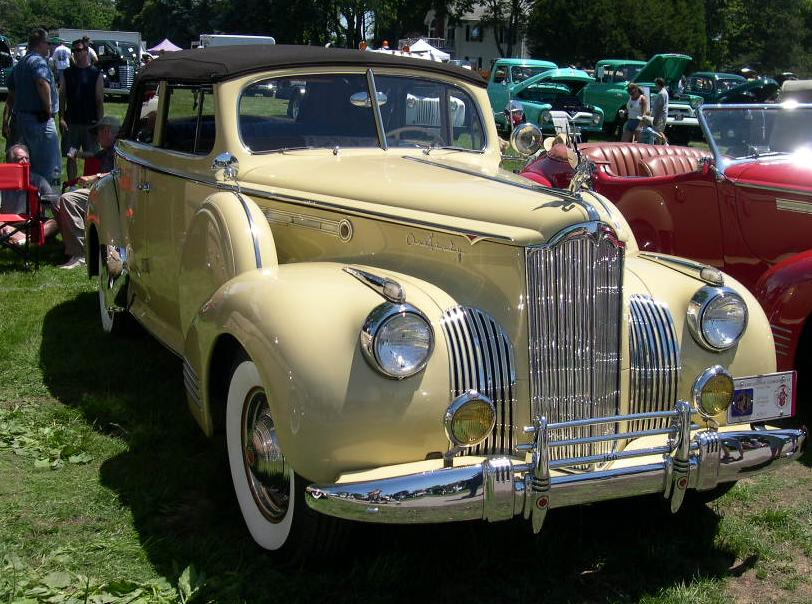
Packard 160 Convertible Sedan